# Porc bagnérais
 (octobre 2022).
Si vous disposez d'ouvrages ou d'articles de référence ou si vous connaissez des sites web de qualité traitant du thème abordé ici, merci de compléter l'article en donnant les références utiles à sa vérifiabilité et en les liant à la section « Notes et références ».
Le porc bagnérais (du nom de Bagnères-de-Bigorre) est une ancienne race porcine des Hautes-Pyrénées autrefois présente tout particulièrement dans la partie ouest du département. Elle était encore appelée parfois porc pie noir de Bagnères ou cul noir de Bagnères. C'était une variété locale d'une population porcine pie-noir, de type ibérique, présente dans le Pays basque, le Béarn et la Bigorre. Jusqu'à une période récente, le porc bagnérais a survécu dans des fermes très traditionnelles, notamment entre Bagnères-de-Bigorre et Lourdes, pour l'autoconsommation locale.
Cette race a servi, dans les années 1980, à reconstituer le porc pie noir du Pays basque. Elle existe donc aujourd'hui sous cette nouvelle appellation, en tant que porc du Pays basque.
Le porc gascon originaire de la partie est du département (plateau de Lannemezan) l'a remplacée en tant que race porcine traditionnelle de Bigorre, et dans les exploitations ayant renoué avec des formes traditionnelles d'élevage, notamment du fait de l'action entreprise autour du Noir de Bigorre.